# Perigonia tenebrosa
Perigonia tenebrosa är en fjärilsart som beskrevs av Felder 1874. Perigonia tenebrosa ingår i släktet Perigonia och familjen svärmare. Inga underarter finns listade i Catalogue of Life.